# Пентастаннид докозалития
Пентастанни́д докозалити́я — бинарное неорганическое соединение, интерметаллид
олова и лития
с формулой Li22Sn5,
кристаллы.

## Получение
- Сплавление стехиометрических количеств чистых веществ:

{\displaystyle {\mathsf {22Li+5Sn\ {\xrightarrow {765^{o}C}}\ Li_{22}Sn_{5}}}}

## Физические свойства
Пентастаннид докозалития образует кристаллы кубической сингонии (гранецентрированная решётка), пространственная группа F 23, параметры ячейки a = 1,978 нм,
структура типа пентасвинецдокозалития Li22Pb5.
Соединение конгруэнтно плавится при температуре 765 °C.